# コンチェク・ブカ
コンチェク・ブカ（Konček buqa, モンゴル語: Вэй Шүнь ван Хонжибуха, 中国語: 寛徹普化、? - 1368年）は、モンゴル帝国の皇族で、第5代皇帝クビライ・カアンの孫。『元史』などの漢文史料では寛徹普化、寛徹不花と表記される。

## 概要
コンチェク・ブカが史料上に表れるようになるのは弟のテムル・ブカ同様に、兄であるラオジャン、トク・ブカが相継いで亡くなる泰定年間からである。イェスン・テムル・カアン（泰定帝）が即位したばかりの泰定元年（1324年）、遊牧国家特有の季節移動のために泰定帝が上都に遷った時に、コンチェク・ブカらが大都の守りを任されたことが記録されている。泰定3年（1326年）には威順王に封ぜられて湖広地方に出向き、武昌に出鎮した。この際にコンチェク・ブカは金印を賜り、ケシク（親衛隊）500人を供出されたが、さらに自ら部下を1千名募り、王傅・官属を設置した。湖広行省は出鎮してきたコンチェク・ブカに対して年に米3万石、銭3万2千錠を供出し、また日々コンチェク・ブカの王子・妃に食事を供給した。
イェスン・テムル・カアンの死後、帝位を巡って内戦（天暦の内乱）が勃発すると、コンチェク・ブカは弟のテムル・ブカとともにキプチャク軍閥のエル・テムルが擁立したトク・テムルを支持した。トク・テムルが江陵を出発すると、まず威順王コンチェク・ブカとその弟の鎮南王テムル・ブカ、湖広行省平章政事高昌王テムル・ブカに使者を派遣して協力を要請し、これら3人の王はトク・テムルの下に集って内戦の勝利に貢献した。内戦に勝利したトク・テムルはジャヤガトゥ・カアンとして即位すると、コンチェク・ブカ、テムル・ブカ兄弟は西安王アラトナシリとともに下賜を受け、コンチェク・ブカは改めて湖広地方に出鎮することを命ぜられた。『元史』の列伝にはこの間、コンチェク・ブカが部下のケシクやその他の官が民より収奪するのを放任し、民を苦しめたことが記されている。
ジャヤガトゥ・カアンの死後、リンチンバルを経てトゴン・テムルがウカアト・カアンとして即位したが、朝廷の実権はバヤンに握られていた。バヤンは諸王の勢力を削減しようと企み、モンケの末裔のチェチェクトゥを謀殺した他、テムル・ブカとコンチェク・ブカ兄弟を罪に陥れ王位を剥奪した。このようなバヤンの専権に不満を抱いていたウカアト・カアンは、バヤンの甥のトクトを起用してバヤンを左遷し、トクトによってテムル・ブカとコンチェク・ブカは復権を果たすことができた。復権を果たしたコンチェク・ブカは再び命ぜられて湖広に出鎮するも、至正2年（1342年）には湖北廉訪司の糾弾を受けたが、コンチェク・ブカは王族であることを恃んで不法行為を止めなかった。
至正11年（1351年）、湖広地方において徐寿輝が叛乱を起こすと、コンチェク・ブカは子のベク・テムルとダイ・テムルを引き連れて鎮圧に向かったが、徐寿輝の武将の倪文俊に敗北を喫し、ベク・テムルは捕らえられた。さらに至正12年（1352年）には徐寿輝の派遣した鄒普勝が武昌を陥落させ、コンチェク・ブカおよび湖広行省平章政事の和尚は城を捨てて敗走したため、ウカアト・カアンはコンチェク・ブカの王印を剥奪して和尚を処刑した。
至正13年（1353年）、湖広行省参知政事のアルグは徐寿輝の手に落ちた武昌および漢陽を奪還し、コンチェク・ブカもまた自らの王子・ケシク（親衛隊）を率いて徐寿輝の討伐に功績を挙げた。この時の功績によって、至正14年（1354年）には朝廷より剥奪された王印を返還され、以前と同様に旧領に出鎮した。至正15年（1355年）には倪文俊が再び沔陽府を陥落させたため、コンチェク・ブカは王子のバウエンヌと湖南元帥阿思藍に水陸両面より進軍させこれを鎮圧しようとしたが、水深が浅いために倪文俊が軍船に火をつけることができ、作戦は失敗しバウエンヌはこの時傷を負った。
至正16年（1356年）3月、ウカアト・カアンはテムル・ブカとコンチェク・ブカ兄弟に命じて懐慶を平定させ、この時の功績で2人は金・銀・幣帛・鈔を賜った。それから程なくして武昌に帰還したコンチェク・ブカは、息子のバウエンヌ、ゼデイヌに命じ、大船40隻余りを用いて水陸両面から再び沔陽の倪文俊を攻めさせ、自らもまた妃妾も伴って出陣した。コンチェク・ブカ率いる軍が漢川県に至ると、水深が浅く舟が大きかったために身動きがとれなくなり、倪文俊は再びコンチェク・ブカの率いる軍船に火をつけることに成功した。倪文俊の火計によってゼデイヌは殺され、バウエンヌは自害し、コンチェク・ブカの伴った妃妾は皆亡くなったが、コンチェク・ブカのみは生き延びて陝西行省まで逃れた。同年12月には倪文俊の攻撃によって岳州が陥落し、岳州を守っていたコンチェク・ブカの息子の一人のダイ・テムルも殺された。
至正23年（1363年）、バヤン・ダシュはコンチェク・ブカを奉じて雲南行省より四川方面に転戦し、成州に至ったところで大都に帰還することを望んだものの、李思斉に成州で屯田するよう求められ、カアンの下に帰還することなく没した。

## 家系
- セチェン・カアン（世祖クビライ）
  - 鎮南王トガン（Toγan ＞脱歓/tuōhuān,توقان/Tūqān）
    - 鎮南王ラオジャン（Laoǰang ＞老章/lǎozhāng,لاوجانگ/Lāujāng）
    - 鎮南王トク・ブカ（Toq Buqa ＞脱不花/tuōbùhuā）
      - 鎮南王ボロト・ブカ（Bolot Buqa ＞孛羅不花/bóluōbùhuā）
        - ダイシンヌ（Daišingnu ＞大聖奴/dàishèngnú）

    - 威順王コンチェク・ブカ（Könček Buqa ＞寛徹普化/kuānchèpŭhuà）
      - ベク・テムル（Bek temür ＞別帖木児/biétièmùér）
      - ダイ・テムル（Dai temür ＞答帖木児/dátièmùér）
      - バウエンヌ（Bau’ennu ＞報恩奴/bàoēnnú）
      - ゼデイヌ（Dzedeinü ＞接待奴/jiēdàinú）
      - 義王コシャン（Qošang ＞和尚/héshàng）

    - 淮王テムル・ブカ（Temür Buqa ＞帖木児不花/tièmùérbùhuā）
    - 文済王マンジ（Manzi ＞蛮子/mánzǐ）
      - 文済王ブカ・テムル（Buqa Temür ＞不花帖木児/bùhuātièmùér）

    - 宣徳王ブダシリ（Budaširi ＞不答失里/bùdāshīlǐ）